# Fútbol Club Barcelona (patinaje)
La Sección de patinaje artístico sobre hielo del Fútbol Club Barcelona fue creada el 25 de enero de 1972. Participa en la categoría de Ballet Europeo por equipos. Actualmente consta de unos 60 patinadores/as.

## Palmarés

### Equipo
- 1 Trofeo internacional de Niza (2006)
- 1 Trofeo Cataluña (2006)

### Parejas
Campeonato de España 
- Junior (Èrika Riera y Raman Balanovich 2021)

### Individual
Campeonato de Cataluña 
- Principiante (Irene Manau 2011)

Campeonato de España:
- Principiante avanzada (Julia Rodríguez, 2021)
- Debutantes (María Rodríguez F.C.B)
- Infantil (Irene Manau F.C.B)
- Infantil Masculino (Tomàs Llorenç F.C.B)

Campeonato de Andorra:
- Junior Isu masculina (Elvis Caubet, 2021)
- Principiante Básica Isu femenina (Ariadna Gupta, 2021)
- Principiante Básico Isu masculino (Gael Foulon, 2021)
- Principiante Básico A masculino (Aidan Huestes, 2021)
- Principiante Básica A femenina (Valery Russo, 2021)
- Alevín B (Miguel Vial, 2021)
- Benjamín B (Gemma Arias, 2021)